# Пець Іван Романович
Іван Романович Пець (нар. 11 вересня 1999, Харків, Україна) — український футболіст, захисник.

## Життєпис
Вихованець харківського «Арсеналу», кольори якого захищав з 2012 по 2016 рік. У ДЮФЛУ за «канонірів» зіграв 75 матчів, в яких відзначився 30-ма голами.
На початку серпня 2016 року перейшов до СК «Металіст», який виступав у Чемпіонаті Харківської області. Проте вже через декілька тижнів перебрався до новоствореного харківського «Металіста 1925». Під керівництвом Олександра Призетка спочатку грав на позиції центрального нападника, але згодом тренер перевів його в центр захисту. У сезоні 2016/17 років грав в аматорському чемпіонаті України, а з початку липня до середини серпня 2017 року перебував у заявці «Металіста 1925» на поєдинки Другої ліги України, але на поле не виходив.
З 2017 по 2020 рік виступав в Чемпіонаті Харківської області за «Зміїв», «Металіст Юніор» та «Енергетик» (Солоницівка).
Наприкінці серпня 2020 року повернувся у «Металіст 1925». Єдиний матч у складі харківського клубу на професійному рівні зіграв 25 листопада 2020 року в Першій лізі України проти «ВПК-Агро» (1:0). Іван вийшов на поле на 90-ій хвилині, замінивши Антона Браткова. 2 липня 2021 року покинув «Металіст 1925».
В наступному сезоні підписав контракт з клубом «Вовчанськ», за який до завершення року провів 14 офіційних матчів в усіх турнірах та відзначився 5 забитими голами.
У серпні 2022 року перебував на перегляді в команді «Гірник-Спорт», проте зрештою підписав контракт з футбольним клубом «Буковина» (Чернівці). У літнє міжсезоння 2024 року за обопільною згодою сторін залишив чернівецький клуб, хоча при цьому Іван проводив повноцінну підготовку до прийдешнього сезону в команді. Загалом у складі «жовто-чорних» центральний захисник, який також грав на позиції опорного півзахисника, провів 48 поєдинків в усіх турнірах, в яких відзначився двома забитими м’ячами.

## Цікаві факти
- Включений у збірну 3-го та 6-го туру першого етапу Першої ліги України 2023/24 за версією Sportarena.com, позиція — центральний захисник[7][8].

## Особисте життя
Батько, Роман Пець, також професійний футболіст. Виступав, зокрема, за «Металіст» (Харків) та «Чорноморець» (Одеса).